# Centrale nucleare di Wuhu
La centrale nucleare di Xianning è una futura centrale nucleare cinese situata presso la città di Bamaoshan, nella contea di Fanchang nella provincia di Anhui. La centrale sarà equipaggiata con 4 reattori AP1000. I lavori per il primo reattore dovrebbero iniziare nel 2010